# Општина Алмолоја де Хуарез (Мексико)
Алмолоја де Хуарез (шп. Almoloya de Juárez) општина је у Мексику у савезној држави Мексико. Општина се налази на надморској висини од 2614 м.

## Становништво
Према подацима из 2010. у општини је живело 147653 становника.

### Хронологија
| Година       | 2000                   | 2005                   | 2010                   |
| ------------ | ---------------------- | ---------------------- | ---------------------- |
| Становништво | 110591 (54887 / 55704) | 126163 (63282 / 62881) | 147653 (73783 / 73870) |

### Попис
| \| \| м \| \| \| ж \| \| 0—2 \| 5.056 \| \| \| 4.844 \| \| 3—5 \| 5.101 \| \| \| 5.054 \| \| 6—11 \| 10.142 \| \| \| 9.793 \| \| 12—14 \| 4.435 \| \| \| 4.548 \| \| 15—17 \| 4.484 \| \| \| 4.445 \| \| 18—24 \| 9.695 \| \| \| 9.936 \| \| 60+ \| 3.933 \| \| \| 4.743 \| \| Просек : \| 26,8 \| \| \| 27,3 \| |        |  |  |       |
| |        |  |  |       |
| | м      |  |  | ж     |
| 0—2 | 5.056  |  |  | 4.844 |
| 3—5 | 5.101  |  |  | 5.054 |
| 6—11 | 10.142 |  |  | 9.793 |
| 12—14 | 4.435  |  |  | 4.548 |
| 15—17 | 4.484  |  |  | 4.445 |
| 18—24 | 9.695  |  |  | 9.936 |
| 60+ | 3.933  |  |  | 4.743 |
| Просек : | 26,8   |  |  | 27,3  |

| #   | Индикатор                                                                                        | Вредност |
| --- | ------------------------------------------------------------------------------------------------ | -------- |
| 1   | Становништво од 0 до 2 године                                                                    | 9900     |
| 2   | Мушко становништво од 0 до 2 године                                                              | 5056     |
| 3   | Женско становништво од 0 до 2 године                                                             | 4844     |
| 4   | Становништво са 3 и више година                                                                  | 137369   |
| 5   | Мушко становништво са 3 и више година                                                            | 68534    |
| 6   | Женско становништво са 3 и више година                                                           | 68835    |
| 7   | Становништво са 5 и више година                                                                  | 130441   |
| 8   | Мушко становништво са 5 и више година                                                            | 65055    |
| 9   | Женско становништво са 5 и више година                                                           | 65386    |
| 10  | Становништво са 12 и више година                                                                 | 107279   |
| 11  | Мушко становништво са 12 и више година                                                           | 53291    |
| 12  | Женско становништво са 12 и више година                                                          | 53988    |
| 13  | Становништво са 15 и више година                                                                 | 98296    |
| 14  | Мушко становништво са 15 и више година                                                           | 48856    |
| 15  | Женско становништво са 15 и више година                                                          | 49440    |
| 16  | Становништво са 18 и више година                                                                 | 89367    |
| 17  | Мушко становништво са 18 и више година                                                           | 44372    |
| 18  | Женско становништво са 18 и више година                                                          | 44995    |
| 19  | Становништво од 3 до 5 година                                                                    | 10155    |
| 20  | Мушко становништво од 3 до 5 година                                                              | 5101     |
| 21  | Женско становништво од 3 до 5 година                                                             | 5054     |
| 22  | Становништво од 6 до 11 година                                                                   | 19935    |
| 23  | Мушко становништво од 6 до 11 година                                                             | 10142    |
| 24  | Женско становништво од 6 до 11 година                                                            | 9793     |
| 25  | Становништво од 8 до 14 година                                                                   | 21967    |
| 26  | Мушко становништво од 8 до 14 година                                                             | 11112    |
| 27  | Женско становништво од 8 до 14 година                                                            | 10855    |
| 28  | Становништво од 12 до 14 година                                                                  | 8983     |
| 29  | Мушко становништво од 12 до 14 година                                                            | 4435     |
| 30  | Женско становништво од 12 до 14 година                                                           | 4548     |
| 31  | Становништво од 15 до 17 година                                                                  | 8929     |
| 32  | Мушко становништво од 15 до 17 година                                                            | 4484     |
| 33  | Женско становништво од 15 до 17 година                                                           | 4445     |
| 34  | Становништво од 18 до 24 године                                                                  | 19631    |
| 35  | Мушко становништво од 18 до 24 године                                                            | 9695     |
| 36  | Женско становништво од 18 до 24 године                                                           | 9936     |
| 37  | Женско становништво од 15 до 49 година                                                           | 40397    |
| 38  | Становништво са 60 и више година                                                                 | 8676     |
| 39  | Мушко становништво са 60 и више година                                                           | 3933     |
| 40  | Женско становништво са 60 и више година                                                          | 4743     |
| 41  | Однос између мушкараца и жена                                                                    | 99.88    |
| 42  | Становништво од нуле до 14 година                                                                | 48973    |
| 43  | Становништво од 15 до 64 године                                                                  | 92328    |
| 44  | Становништво од 65 година и више                                                                 | 5968     |
| 45  | Просечан број деце                                                                               | 2.54     |
| 46  | Становништво рођено у ентитету                                                                   | 138006   |
| 47  | Мушко становништво рођено у ентитету                                                             | 69091    |
| 48  | Женско становништво рођено у ентитету                                                            | 68915    |
| 49  | Становништво рођено у другом ентитету                                                            | 8646     |
| 50  | Мушко становништво рођено у другом ентитету                                                      | 4220     |
| 51  | Женско становништво рођено у другом ентитету                                                     | 4426     |
| 52  | Становништво од 5 година и више резидентно у ентитету у јуну 2005. године                        | 127130   |
| 53  | Мушко становништво старосног доба од 5 година и више, резидентно у ентитету у јуну 2005. године  | 63391    |
| 54  | Женско становништво старосног доба од 5 и више година, резидентно у ентитету у јуну 2005. године | 63739    |
| 55  | Становништво од 5 година и више које је живело у другом ентитету у јуну 2005. године             | 2086     |
| 56  | Мушко становништво старије од 5 година које је живело у другом ентитету у јуну 2005. године      | 981      |
| 57  | Женско становништво старије од 5 година које је живело у другом ентитету у јуну 2005. године     | 1105     |
| 58  | Становништво од 3 године и више које говори аутохтони језик                                      | 840      |
| 59  | Мушко становништво старо 3 године и више које говори аутохтони језик                             | 392      |
| 60  | Женско становништво старо 3 године и више које говори аутохтони језик                            | 448      |
| 61  | Становништво од 3 године и више које говори аутохтони језик и не говори шпански језик            | 4        |
| 62  | Мушко становништво старо 3 године и више које говори аутохтони језик и не говори шпански         | 2        |
| 63  | Женско становништво старо 3 године и више које говори аутохтони језик и не говори шпански језик  | 2        |
| 64  | Становништво старо 3 године и више које говори аутохтони језик и шпански                         | 641      |
| 65  | Мушко становништво старо 3 године и више које говори аутохтони језик и шпански                   | 286      |
| 66  | Женско становништво старо 3 године и више које говори аутохтони језик и шпански                  | 355      |
| 67  | Становништво од 5 година и више које говори аутохтони језик                                      | 834      |
| 68  | Становништво од 5 година и више које говори аутохтони језик и не говори шпански језик            | 4        |
| 69  | Становништво од 5 година и више које говори аутохтони језик и говори шпански језик               | 640      |
| 70  | Становништво у домородачким домаћинствима                                                        | 2117     |
| 71  | Становништво са ограничењима у активностима                                                      | 4325     |
| 72  | Становништво са ограниченим ходањем или кретањем, горе или доле                                  | 2211     |
| 73  | Становници са ограничењима вида, чак и уз кориштење сочива                                       | 1211     |
| 74  | Становништво са ограничењима говора, комуникације или конверзације                               | 477      |
| 75  | Становништво са ограниченим слухом                                                               | 524      |
| 76  | Становништво са ограничењима при одевању, купању или јелу                                        | 232      |
| 77  | Становништво са ограничењима у опажању или учењу једноставних ствари                             | 230      |
| 78  | Становништво са менталним ограничењима                                                           | 342      |
| 79  | Становништво без ограничења активности                                                           | 139898   |
| 80  | Становништво од 3 до 5 година које не похађа школу                                               | 5957     |
| 81  | Мушко становништво од 3 до 5 година које не похађа школу                                         | 2972     |
| 82  | Женско становништво од 3 до 5 година које не похађа школу                                        | 2985     |
| 83  | Становништво од 6 до 11 година које не похађа школу                                              | 652      |
| 84  | Мушко становништво од 6 до 11 година које не похађа школу                                        | 328      |
| 85  | Женско становништво од 6 до 11 година које не похађа школу                                       | 324      |
| 86  | Становништво од 12 до 14 година које не похађа школу                                             | 867      |
| 87  | Мушко становништво од 12 до 14 година које не похађа школу                                       | 359      |
| 88  | Женско становништво од 12 до 14 година које не похађа школу                                      | 508      |
| 89  | Становништво од 15 до 17 година похађа школу                                                     | 4944     |
| 90  | Мушко становништво од 15 до 17 година похађа школу                                               | 2517     |
| 91  | Женско становништво између 15 и 17 година живота у школи                                         | 2427     |
| 92  | Становништво од 18 до 24 године похађа школу                                                     | 3015     |
| 93  | Мушко становништво од 18 до 24 године похађа школу                                               | 1526     |
| 94  | Женско становништво од 18 до 24 године похађа школу                                              | 1489     |
| 95  | Становништво од 8 до 14 година које не може да чита и пише                                       | 469      |
| 96  | Мушко становништво старосног доба од 8 до 14 година које не може да чита и пише                  | 264      |
| 97  | Женско становништво старосног доби од 8 до 14 година које не може да чита и пише                 | 205      |
| 98  | Становништво од 15 година и више које је неписмено                                               | 8879     |
| 99  | Мушко становништво од 15 година и више које је неписмено                                         | 2733     |
| 100 | Женско становништво од 15 година и више које је неписмено                                        | 6146     |
| 101 | Становништво старо 15 и више година без школовања                                                | 8523     |
| 102 | Мушко становништво старо 15 и више година без школовања                                          | 2842     |
| 103 | Женско становништво старо 15 и више година без школовања                                         | 5681     |
| 104 | Становништво старосног доба 15 и више година са непотпуним основним образовањем                  | 16682    |
| 105 | Мушко становништво старосног доба од 15 година и више са непотпуном основним образовањем         | 7863     |
| 106 | Женско становништво старосног доба 15 и више година са непотпуном основним образовањем           | 8819     |
| 107 | Становништво старо 15 и више година са комплетним основним образовањем                           | 21074    |
| 108 | Мушко становништво старо 15 година и више са комплетним основним образовањем                     | 10098    |
| 109 | Женско становништво старо 15 и више година са комплетним основним образовањем                    | 10976    |
| 110 | Становништво старосног доба 15 и више година са непотпуним средњим образовањем                   | 4560     |
| 111 | Мушко становништво старосног доба од 15 година и више са непотпуним средњим образовањем          | 2800     |
| 112 | Женско становништво старосног доба од 15 година и више са непотпуним средњим образовањем         | 1760     |
| 113 | Становништво старо 15 и више година са пуним секундарном образовањем                             | 25843    |
| 114 | Мушко становништво старосног доба од 15 година и више са пуним секундарном образовањем           | 14374    |
| 115 | Женско становништво старосног доба од 15 година и више са пуним секундарном образовањем          | 11469    |
| 116 | Становништво старије од 18 година са постосновним образовањем                                    | 18816    |
| 117 | Мушко становништво старије од 18 година са постосновним образовањем                              | 9561     |
| 118 | Женско становништво старије од 18 година са постосновним образовањем                             | 9255     |
| 119 | Просечна оцена школовања                                                                         | 7.3      |
| 120 | Просечан ниво образовања мушке популације                                                        | 7.64     |
| 121 | Просечан ниво образовања женског становништва                                                    | 6.97     |
| 122 | Економски активно становништво                                                                   | 51587    |
| 123 | Економски активна мушка популација                                                               | 38692    |
| 124 | Економски активна женска популација                                                              | 12895    |
| 125 | Становништво које није економски активно                                                         | 52212    |
| 126 | Мушко становништво које није економски активно                                                   | 11516    |
| 127 | Женско становништво које није економски активно                                                  | 40696    |
| 128 | Запослено становништво                                                                           | 48703    |
| 129 | Запослено мушко становништво                                                                     | 36130    |
| 130 | Запослено женско становништво                                                                    | 12573    |
| 131 | Незапослена популација                                                                           | 2884     |
| 132 | Незапослена мушка популација                                                                     | 2562     |
| 133 | Незапослена женска популација                                                                    | 322      |
| 134 | Становништво без права на здравствене услуге                                                     | 48534    |
| 135 | Становништво које има право на здравствене услуге                                                | 95365    |
| 136 | Становништво које има право на ИМСС                                                              | 21917    |
| 137 | Становништво које има право на социјално осигурање                                               | 3043     |
| 138 | Становништво које има право на државно социјално осигурање                                       | 5041     |
| 139 | Становништво које има право на опште осигурање или здравствено осигурање за нову генерацију      | 61351    |
| 140 | Становништво које је било једном или није било у браку током 12 година и више                    | 36548    |
| 141 | Венчано или уједињено становништво од 12 година и више                                           | 63649    |
| 142 | Становништво које је било у браку или уједињено 12 година и више                                 | 6825     |
| 143 | Становништво са католичком религијом                                                             | 139099   |
| 144 | Протестанти, еванђелисти и библијски следбеници различити од еванђелиста                         | 5395     |
| 145 | Становништво са другим религијама различитим од претходних                                       | 71       |
| 146 | Становништво без религије                                                                        | 938      |
| 147 | Укупно пописаних домаћинства                                                                     | 32743    |
| 148 | Пописна домаћинства на челу са мушкарцима                                                        | 27268    |
| 149 | Пописна домаћинства на челу са женама                                                            | 5475     |
| 150 | Становништво у пописним домаћинствима                                                            | 144394   |
| 151 | Становништво у пописним домаћинствима на челу са мушкарцима                                      | 124921   |
| 152 | Становништво у пописним домаћинствима на челу са женама                                          | 19473    |
| 153 | Укупно домаћинстава                                                                              | 41935    |
| 154 | Укупно насељених домаћинстава                                                                    | 32842    |
| 155 | Укупно приватних кућа                                                                            | 41836    |
| 156 | Насељени приватни домови                                                                         | 32743    |
| 157 | Укупно насељених приватних кућа                                                                  | 32840    |
| 158 | Ненасељене приватне куће                                                                         | 7171     |
| 159 | Појединачна домаћинства за привремену употребу                                                   | 1922     |
| 160 | Становници у насељеним приватним кућама                                                          | 144394   |
| 161 | Насељеност станара у приватним становима                                                         | 4.41     |
| 162 | Просечно становника по соби у приватним насељеним домаћинствима                                  | 1.28     |
| 163 | Појединачна домаћинства са подовима од различитих материјала од земље                            | 29908    |
| 164 | Појединачна домаћинства у приземљу                                                               | 2700     |
| 165 | Појединачна домаћинства са једном спаваћом собом                                                 | 12748    |
| 166 | Појединачна домаћинства са две спаваће собе и више                                               | 19861    |
| 167 | Појединачна домаћинства са једним собом                                                          | 2130     |
| 168 | Појединачна домаћинства са две собе                                                              | 6873     |
| 169 | Појединачна домаћинства са 3 собе и више                                                         | 23549    |
| 170 | Појединачна домаћинства која имају електрично светло                                             | 31570    |
| 171 | Појединачна домаћинства која немају електрично светло                                            | 1029     |
| 172 | Појединачна домаћинства која имају водоводну воду у стамбеном простору                           | 24790    |
| 173 | Појединачна домаћинства која немају водоводну воду у стамбеном простору                          | 7797     |
| 174 | Појединачна домаћинства која имају тоалет                                                        | 25520    |
| 175 | Појединачна домаћинства која имају канализацију                                                  | 23482    |
| 176 | Појединачна домаћинства која немају канализацију                                                 | 8848     |
| 177 | Појединачна домаћинства која имају електрично светло, довод воде из јавне мреже и канализацију   | 19705    |
| 178 | Појединачна домаћинства без икаквих услова                                                       | 1316     |
| 179 | Појединачна домаћинства која имају радио                                                         | 25530    |
| 180 | Појединачна домаћинства која имају телевизор                                                     | 29931    |
| 181 | Појединачна домаћинства која имају фрижидер                                                      | 17583    |
| 182 | Појединачна домаћинства која имају машину за веш                                                 | 9324     |
| 183 | Појединачна домаћинства која имају аутомобил или комби                                           | 10516    |
| 184 | Појединачна домаћинства која имају рачунар                                                       | 3886     |
| 185 | Појединачна домаћинства која имају фиксну телефонску линију                                      | 5202     |
| 186 | Појединачна домаћинства која имају мобилни телефон                                               | 16830    |
| 187 | Појединачна домаћинства која имају приступ интернету                                             | 1889     |